# Zoja Nowożyłowa
Zoja Grigorjewna Nowożyłowa (ros. Зоя Григорьевна Новожилова; ur. 28 marca 1943 we wsi Władimirowka w obwodzie kurskim, zm. 27 października 2024 w Moskwie) – radziecka i rosyjska dyplomatka, działaczka komsomolska i partyjna.

## Życiorys
Od 1961 działała w Komsomole, od 1965 należała do KPZR, 1967 ukończyła Woroneski Państwowy Uniwersytet im. Leninowskiego Komsomołu. Kierowała wydziałami Komitetu Miejskiego i Komitetu Obwodowego Komsomołu w Woroneżu, 1972–1982 była sekretarzem KC Komsomołu, od 5 marca 1976 do 23 lutego 1981 wchodziła w skład Centralnej Komisji Rewizyjnej KPZR. Od 1982 do lipca 1987 była zastępcą ministra oświaty RFSRR, od 7 lipca 1982 do 2 marca 1992 była ambasadorem nadzwyczajnym i pełnomocnym ZSRR/Rosji w Szwajcarii, a od września 1994 do kwietnia 2002 szefem Zarządu Kontaktów Międzynarodowych Aparatu Rady Federacji Zgromadzenia Federalnego Federacji Rosyjskiej.

## Odznaczenia
- Order Przyjaźni Narodów
- Order „Znak Honoru”
- Medal 850-lecia Moskwy